# Joseph Bennett (Billardspieler)
Joseph Bennett (* 1842 in Town Malling, Kent, England; † 17. Januar 1905) war ein englischer Billardspieler in der Disziplin English Billiards und dreifacher Champion der English-Billiards-Weltmeisterschaft als diese noch als Herausforderungsturnier gespielt wurde. Er war auch Autor mehrerer Sachbücher übers Billard, Gründungsmitglied der  Billiards Association und Billardlehrer beziehungsweise ein sogenannter Professeur.

## Biografie

### Familie
Bennett wurde vor dem 31. März 1842 als Sohn von Joseph Bennett Senior und Eliza Ann Bennett (geb. Capon) in Town Malling, Kent, geboren. Joseph hatte fünf Geschwister namens Eliza Margaret, Emily Jane, Alfred, John und Fred. Seine drei Brüder spielten ebenfalls professionell English Billiards, waren aber lange nicht so gut wie er. John verstarb relativ jung im November 1886. 1867 heiratete Joseph Miriam Aston, von der er sich 1873 scheiden ließ. 1875 heiratete er Emily Louisa Thompson, mit der er die Tochter Josephine Louisa bekam. Seine zweite Ehe endete erst mit seinem Tod.

### Anfänge bis zum Weltmeistertitel
Bennett erlernte das Spiel schon in jungen Jahren. Sein Vater hatte seine Anstellung bei der Steuerbehörde verlassen, um den Billardraum im Eagle Hotel in der City Road in Winchester zu übernehmen. Dadurch erhielt sein Sohn wiederum die Möglichkeit, regelmäßig zu spielen. Dadurch verbesserte er sich schnell und fasste den Wunsch, Profispieler zu werden. Im väterlichen Billardsalon traf sich 1870 erstmals ein Komitee zur Erarbeitung eines gemeinsamen Regelwerks für Weltmeisterschaften. Neben Vertretern der drei führenden Tischherstellern jener Zeit – Cox & Yemen, Burroughes & Watts und Thurston’s – und einigen anderen Profispielern nahm auch Joseph an diesem Treffen teil.
Es heißt, dass Bennetts Gesundheit in seinem frühen Leben nicht besonders gut war und dass er ein nervöses und sehr angespanntes Temperament hatte. Wenn er für wichtige Spiele trainierte, spielte er mit niemandem zusammen, sondern schloss sich allein in einem Zimmer ein. Diese Methode begründete er damit, dass er so seine ganze „nervöse Energie“ für das bevorstehende Spiel bewahren könne. Laut William Broadfoot, der 1906 für die Buchreihe Badminton Library eine Abhandlung über das English Billiards verfasste, erhielt Bennett mit 18 Jahren bereits eine Anstellung in Leeds als Billardlehrer. Dort bekam er auch die Möglichkeit, aktiv zu spielen. Überliefert ist eine Partie gegen einen W. Moss auf 1.000 Punkte mit einem ausgelobten Preisgeld von 100 Pfund (2021: 10.184 £/11.700 €), die Bennett mit über 500 Punkten Vorsprung gewann. Ein Nachruf auf Bennett im Derby Daily Telegraph schrieb dagegen, dass Bennett erst 1864 mit 22 Jahren sein erstes Spiel unter Wettkampfbedingungen bestritten habe. Es wird vermutet, dass sein Erfolg ihn dazu veranlasste, nach London zu gehen. Dort machte er sich als regelmäßiger Gegner bekannter Spieler wie William Dufton, John Herst, John Roberts Jr. und William Cook Jr. einen Namen. Besondere Aufmerksamkeit erregte er insbesondere im Oktober 1966, als er in einer Doppelpartie in der St. James’s Hall zusammen mit Charles Hughes klar gegen John Roberts Sr. und William Dufton gewann.
Im November 1870 trat Bennett erstmals als Herausforderer um die English-Billiards-Weltmeisterschaft an, spielte gegen den zweifachen Weltmeister John Roberts Jr. und gewann den Titel, der mit einer Siegerprämie von 200 Pfund (2021: 20.368 £/23.400 €) dotiert war. Das Spiel wurde von über 300 Zuschauern verfolgt. Im folgenden Januar 1871 schlug Roberts Bennett mit 1.000:637 und holte sich den Titel zurück. Im November desselben Jahres, die dritte WM 1871, forderte Bennett den mittlerweile amtierenden Weltmeister William Cook heraus, verlor das Match jedoch knapp mit 942:1000. Cook prägte die folgenden Jahren des Turnieres mit, in denen die Weltmeisterschaft allerdings nur unregelmäßig ausgetragen wurde. Bennett trat erst im November 1880 wieder an und traf erneut auf Cook. Diesmal gewann Bennett mit 1000:949. Nur zwei Monate später verteidigte er seinen Titel erfolgreich gegen Tom Taylor mit 1.000:910. Während des Spiels gegen Taylor stellte Bennett mit einem Break von 125 Punkten einen neuen Rekord für das höchste Break der WM-Geschichte auf. Wenig später brach sich Bennett bei einem Unfall den Arm, als er aus einem Gig geworfen wurde. Da die Verletzung noch nicht verheilt war, als ihn William Cook im September 1881 herausforderte, trat Bennett freiwillig von seinem Titel zurück. Cook wurde deshalb kampflos zum neuen Weltmeister ernannt. Im Juni 1885 versuchte Bennett ein letztes Mal sein Glück und forderte den amtierenden Weltmeister John Roberts Jr. auf, verlor jedoch deutlich mit 1.360:3.000.
Zwischenzeitlich hatte Bennett zwei Bücher geschrieben, die beide von Henry „Cavendish“ Jones herausgegeben wurden und beim Londoner Verlag Thos. De La Rue & Co. erschienen. Sein Debütwerk The Spot-Stroke aus dem Jahre 1981 widmete sich vor allem der gleichnamigen Stoßtechnik, während sich Bennett 1873 in Billiards an einem Rundumschlag in den Bereichen Geschichte, Ausstattung und Technik versuchte. Auch ein von Bennett kommentiertes Regelwerk lag dem Buch bei. Während sich Billiards gut verkaufte und bis 1899 in insgesamt sieben Auflagen herausgeben wurde, erschien The Spot-Stroke in lediglich einer weiteren Auflage ein Jahr nach der Erstveröffentlichung.

### Weitere Karriere
Anfang 1885 wurde eine Gruppe von Spielern damit beauftragt, ein Regelwerk zu erstellen, das zum Standard für English-Billiards werden sollte. Die beteiligten Spieler waren John Roberts Jr. (Vorsitzender), John Roberts Sr., William Cook, Joseph Bennett, sein Bruder Fred Bennett, W. J. Peall, Billy Mitchell, John North, Tom Taylor, Joe Sala und George Collins. Dieses Komitee firmierte sich zur Billiards Association und traf sich wöchentlich in einem Raum, den die Firma Bertram & Roberts in der Speisegalerie des Royal Aquarium für sie einrichtete. Die Arbeit wurde schließlich am 21. September 1885 abgeschlossen und die neuen Regeln wurden kurz darauf veröffentlicht.
Ab 1891 arbeitete Bennett als Professeur. Dieser Begriff wurde meist für Profispieler verwendet, die sich hauptberuflich in Billardsalons um die Tische und Kunden kümmerten und auch Unterricht erteilten. 1901 wurde er professioneller Billardlehrer in London. Dort besaß er im Stadtteil Mayfair ein Haus. An Weihnachten 1904 erlitt Bennett einen Schlaganfall. In den folgenden Tagen verschlechterte sich sein Gesundheitszustand und er entwickelte eine Lähmung, von der er sich nicht mehr erholte. Er starb am 17. Januar 1905 in seinem Haus, laut zeitgenössischer Presseberichte an einem Apoplex. Bennett wurde 63 Jahre alt. Er wurde auf dem Londoner Brompton Cemetery beigesetzt.

## Erfolge
| Ergebnis | Jahr                | Gegner           | Endstand    | Ort                      |
| -------- | ------------------- | ---------------- | ----------- | ------------------------ |
| Sieger   | 28. November 1870   | John Roberts Jr. | 1.000:905   | St. James’s Hall, London |
| Finalist | 30. Januar 1871     | John Roberts Jr. | 637:1.000   | St. James’s Hall, London |
| Finalist | 21. November 1871   | William Cook     | 942:1.000   | St. James’s Hall, London |
| Sieger   | 8. November 1880    | William Cook     | 1.000:949   | St. James’s Hall, London |
| Sieger   | 12.–13. Januar 1881 | Tom Taylor       | 1.000:910   | St. James’s Hall, London |
| Finalist | 1.–4. Juni 1885     | John Roberts Jr. | 1.360:3.000 | Royal Aquarium, London   |

## Veröffentlichungen
- Henry „Cavendish“ Jones (Hrsg.): The Spot-Stroke. Thos. De La Rue & Co., London 1871 (27 S.).
- Henry „Cavendish“ Jones (Hrsg.): Billiards. Thos. De La Rue & Co., London 1873 (483 S.).